# El Conde: Amor y honor
El Conde: Amor y honor, é uma telenovela 
americana que foi exibido na Telemundo em 1 de julho a 21 de outubro de 2024, substituindo a El Señor de los Cielos 9. É baseado no romance O Conde de Monte Cristo, de 1844, de Alexandre Dumas, é produzido pela Telemundo Global Studios e Sony Pictures Television para a Telemundo.
É protagonizada por Fernando Colunga e Ana Brenda Contreras e antagonizada por Marjorie de Sousa, Chantal Andere, Sergio Sendel, Roberto Romano, Uriel del Toro, Antonio Fortier e Enoc Leão e com atuaçãoes estelares de Víctor González, Mário Loria, Jéssica Coch, Alejandro Ávila e Erika de la Rosa e os primeiros atores Sergio Reynoso, Leticia Perdigón, Patrícia Martínez, Omar Fierro, Javier Díaz Dueñas e Helena Rojo.

## Elenco
- Fernando Colunga - Alejandro Gaitán / Joaquín de Montenegro "El Conde"
- Ana Brenda Contreras - Mariana Zambrano de Villarreal
- Marjorie de Sousa - Cayetana Carrá de Montenegro
- Chantal Andere - Josefina Pérez de Zambrano
- Víctor González - Ricardo Sánchez
- Sergio Sendel - Gerardo Villarreal
- Sergio Reynoso - Alfredo Gallardo
- Roberto Romano - Felipe Zambrano Pérez
- Mário Loria - Rodrigo Gallardo
- Uriel del Toro - Antonio Rodríguez
- Leticia Perdigón - Adela
- Jessica Coch - Leticia de Gallardo
- Antonio Fortier - Rubén Cruz
- Begoña Narváez - Margarita
- Patrícia Martínez - Lucrecia
- Magali Boysselle - Carmen
- Yany Prado - Violeta
- Enoc Leão - Vicente García
- Alejandro Ávila - Guillermo "Memo" Garza
- Erika de la Rosa - Paulina de Zambrano
- Jason Romo - Pedro Campos
- Xabiani Ponce de León - David Villarreal Zambrano
- Sarai Meza - Sofía Zambrano
- Annie Cabello - Lorena Aguilar
- Job Huerta - Javier Gallardo
- Andrea Martí - Amaranta
- Ana Pau Castell - Dolores
- Luisa Galindo - Teresa
- Luanne Rosette - Gabriela Villarreal
- Omar Fierro - Benjamín Zambrano
- Javier Díaz Dueñas - Leopoldo Villarreal
- Helena Rojo - Guadalupe "Lupe" de Gaitán
- Manuel Navarro - Amador Guzmán
- Luz María Jerez
- María de la Fuente
- Trabalho Huerta
- Fermín Martínez - Hernando Arriaga
- Jacqueline Toscano - Juana "Juanita"
- Mar Carrera - Concepción
- Esteban Soberanes - Gonzalo Aguilar
- Carmen Delgado - Gitana
- Maria Delaf
- Carlos Gatica - Miguel Aguilar
- Pela Encinas - Ernestina
- Paulina de Alba  - Aracely
- Ramon Medina - Ramiro Menchaca
- Saburo Iida - Chao
- Raul Ortega - Ricardo "Ricardito"
- Alejandro Luna Jara
- Diana Mercado Armenta - Diana Monja Tecotepec
- Miguel López Loredo - Urbina
- Fabiola Villalpando - Rosa "Rosita"
- Axel Guillen
- Gonzalo de Esesearte - Brendan
- Ricardo Kleinbaum - Juez
- Sara Manni - Empleada Zambrano
- Edna Alcocer - Esmeralda
- Evelyn Plancarte - Mujer hacienda
- Raúl Ortero - Ricardo
- Nicolás Martínez - Pedro Campos (menino)

## Produção

### Desenvolvimento
Em 15 de fevereiro de 2022, foi anunciada no evento de exibição virtual da Telemundo . Em maio de 2022, a série foi apresentada durante a apresentação inicial da Telemundo para a temporada de televisão de 2022–2023. As filmagens da série começaram no meio de junho de 2022 e foram concluídas em 30 de setembro de 2022.

### Inicio da produção
No 15 de fevereiro de 2022, Fernando Colunga foi anunciado como protagonista. Em 23 de maio de 2022, Ana Brenda Contreras foi anunciada como par romântico de Colunga. No dia 24 de maio de 2022, Jessica Coch, Omar Fierro, Chantal Andere e Sergio Sendel foram anunciados na serie. Em 28 de maio, foi anunciado que Marjorie de Sousa também fazia parte do elenco No dia 16 de junho, a Telemundo solta as primeiras fotos de Fernando Colunga e Ana Brenda Contreras. 4 horas depois, a Telemundo solta um vídeo, apresentando o elenco e seus personagens.